# Kapitán Conan
Kapitán Conan (v originále Capitaine Conan) je francouzský hraný film z roku 1996, který režíroval Bertrand Tavernier podle stejnojmenného románu Rogera Vercela. Snímek měl světovou premiéru 16. října 1996.

## Děj
Kapitán Conan je válečník v pravém slova smyslu. Nejen že bojuje výjimečným způsobem, ale skutečnost, že žije ve válce, ho nutí žít intenzivně. Balkán byl až do září 1918 jedním z dějišť zákopové války. Dobytí hory Sokol, jedna z posledních velkých bitev války, uspíšilo kapitulaci Bulharska a umožnilo armádě Východu pod velením Francheta d'Espereyho zásadní průlom do Rakousko-Uherska.
Kapitán stojí v čele asi padesáti vojáků, většina z nich propuštěných z vojenských věznic. Conan opovrhuje pravidelnou armádou a aktivními důstojníky. V jeho očích má úctu pouze de Scève, šlechtic, který navzdory svým výsadám narukoval k pěchotě, a přátelství rovněž udržuje s mladým poručíkem Norbertem, mladého u kterého oceňuje poctivost a morálku. Ve Francii je podepsáno příměří, ale armáda Východu není demobilizována, protože musí čelit ruským bolševikům. Zůstává ve válečném stavu. Vojáci (včetně Conanových mužů) v kasárnách v Bukurešti ve spojenecké zemi rozsévají chaos, dojde i na rabování a vraždy.
Poručík Norbert, jmenovaný komisařem-zpravodajem má delikátní úkol zatknout a usvědčit viníky. Conanovi muži jsou zjevně prvními podezřelými. Navzdory odporu Conana, který se brání proti přesile, Norbert splní svou povinnost. Oba přátelé jsou tak postaveni proti sobě.

## Obsazení
| Philippe Torreton        | kapitán Conan                    |
| Samuel Le Bihan          | poručík Norbert                  |
| Bernard Le Coq           | poručík de Scève                 |
| Catherine Rich           | Madeleine Erlane                 |
| François Berléand        | velitel Bouvier                  |
| Claude Rich              | generál Pitard de Lauzier        |
| André Falcon             | plukovník Voirin                 |
| Claude Brosset           | otec Dubreuil                    |
| Crina Muresan            | Ilyana                           |
| Cécile Vassort           | Georgette                        |
| François Levantal        | Forgeol                          |
| Pierre Val               | Jean Erlane                      |
| Roger Knobelspiess       | major Cuypene                    |
| Frédéric Pierrot         | velitel vlaku                    |
| Jean-Claude Calon        | důstojník Loisy                  |
| Laurent Schilling        | Beuillard                        |
| Jean-Yves Roan           | Rouzic                           |
| Philippe Héliès          | Grenais                          |
| Tonio Descanvelle        | Caboulet                         |
| Eric Savin               | Armurier                         |
| Olivier Loustau          | Mahut                            |
| Jean-Marie Juan          | Lethore                          |
| Jean-Christophe Chavanon | Sentinelle De Scève              |
| Christophe Calmel        | voják                            |
| J.P. Monaghan            | anglický major                   |
| Laurent Bateau           | voják Perrin                     |
| Tervelt Nikolov          | bulharský voják                  |
| Eric Dufay               | poručík Fideli                   |
| Philippe Frécon          | Cuistot Ménard                   |
| Diana Radu               | servírka v café Sokol            |
| Michel Charvaz           | číšník v café Sokol              |
| Patrick Delage           | číšník Messinge                  |
| Patrick Brossard         | Riquiou                          |
| Yvon Crenn               | Floch                            |
| Christophe Odent         | Cabanel                          |
| Franck Jazédé            | Havrecourt                       |
| Dominique Compagnon      | Morel                            |
| Pascal Guérin            | voják                            |
| Christophe Vandevelde    | voják                            |
| Maria Pitarresi          | zdravotní sestra ve vlaku        |
| Patrice Verdeil          | voják                            |
| Frédéric Diefenthal      | seržant na nádraží v Bukurešti   |
| Daniel Langlet           | ředitel školy                    |
| Luminita Anghel          | zpěvačka v taverně               |
| Hubert Ravel             | voják                            |
| Bruno Therasse           | četník                           |
| Philippe Lelièvre        | četník                           |
| Laurent Labasse          | Raoul Fourrier                   |
| Eric Thannberger         | Louberac                         |
| Sandrine Desio           | zpěvačka Fréhel                  |
| Eugen Cristea            | pan Loyal                        |
| Raluca Penu Tomescu      | Myrna                            |
| Juliana Ciugulea         | Frida                            |
| Dana Medeleanu           | pokladní                         |
| Olivier Cruveiller       | důstojník na nádraží v Bukurešti |
| Olivier Brunhes          | voják-anarchista                 |
| Jean-Claude Frissung     | četník Bergeret                  |
| Adrian Pintea            | lékař v Bukurešti                |
| Mircea Stoian            | Bouvier                          |
| Claudiu Istodor          | poddůstojník                     |
| Marian Stan              | poddůstojník                     |
| Laurentiu Lazar          | inspektor Romesco                |
| Radu Duda                | inspektor Stefanesco             |
| David Brécourt           | poručík Bérard                   |
| Olga Tudorache           | prostitutka                      |
| Eugenia Bosânchenu       | matka Ilyana                     |
| Simona Mihaescu Stan     | anglická zdravotní sestra        |
| Sorin Cocis              | desátník Moreau                  |
| Mircea Anca              | desátník Girard                  |
| Patrick Pineau           | seržant Lanzec                   |
| Françoise Sage           | servírka v café Bretagne         |
| Vasile Albinet           | francouzský důstojník            |

## Ocenění
- Cena Méliès
- César: nejlepší režie (Bertrand Tavernier), nejlepší herec (Philippe Torreton), nominace v kategoriích nejlepší film, nejlepší scénář (Jean Cosmos a Bertrand Tavernier), nejlepší výprava (Guy-Claude François), nejlepší kostýmy (Agnès Evein a Jacqueline Moreau), nejlepší zvuk (Michel Desrois a Gérard Lamps), nejslibnější herec (Samuel le Bihan a Philippe Torreton)